# مراقبت‌های ویژه (فیلم)
مراقبت‌های ویژه (به انگلیسی: Critical Care) فیلمی محصول سال ۱۹۹۷ و به کارگردانی سیدنی لومت است. در این فیلم بازیگرانی همچون جیمز اسپیدر، کیرا سجویک، هلن میرن، مارگو مارتیندال، جفری رایت، والاس شاون، آن بنکرافت، آلبرت بروکس، فیلیپ بوسکو، کلم فیور، ادوارد هرمان، هاروی اتکین، ال وکسمن، باربارا ایو هریس و کنراد کوتز ایفای نقش کرده‌اند.